# 下関北九州道路
下関北九州道路（しものせききたきゅうしゅうどうろ）は、山口県下関市彦島から福岡県北九州市小倉北区に至る約8 kmとなる地域高規格道路候補路線。全線が候補路線であり、建設を行うためには計画路線への格上げが必要となる。通称下北道路（しもきたどうろ）。海上部および前後取り付け部のみを指し関門海峡道路（かんもんかいきょうどうろ）、第二関門橋（だいにかんもんきょう）とも呼ばれる。

## 概要
現在、関門海峡を横断する交通網として、関門橋、関門国道トンネル（国道2号）、関門鉄道トンネル（山陽本線）、新関門トンネル（山陽新幹線）があるが、関門橋（1973年開通）や関門国道トンネル（1958年開通）は、供用開始から年月が経過し、老朽化による補修工事等のため渋滞や通行止めが度々発生する。加えて関門鉄道トンネル以外の交通機関は壇ノ浦から門司港にかけてのルートを通過しており、異常気象や不測の事態などで壇ノ浦付近が通行不能になると、代替道路がなくなる事態に陥る。この状況を解消するため、下関市彦島から北九州市小倉北区を横断する新たな交通網の整備が検討されている。
最初に構想が浮上したのは、1980年代後半の「北九州地域産業・港湾都市計画調査」であり、1991年（平成3年）11月には関門海峡道路整備促進期成同盟会が設立された。国も第五次全国総合開発計画に「海峡横断プロジェクト」の一つとして盛り込み調査を進めたが、2008年（平成20年）を持って一旦プロジェクトが凍結される。その後地元要望や関門トンネル・関門橋の老朽化等を踏まえて2017年（平成29年）から調査が再開された。
2020年（令和2年）12月に彦島（下関市） - 日明（北九州市小倉北区）間の最短距離を橋梁で繋ぐルート案が国土交通省の審議会で承認された。今後、都市計画の策定や環境アセスメントなどの手続を経て事業化される予定である。開通すれば、関門橋や関門トンネルのバイパス路線として道路ネットワーク全体の信頼性向上に重要な役割を果たす道路になる。
海峡部には活断層が存在することや危険物搭載車両が通行可能なことから橋梁（吊橋）によって整備される。

## 沿革
- 1980年代後半 - 「北九州地域産業・港湾都市計画調査」で初めて構想が浮上。
- 1987年（昭和62年）6月 - 第四次全国総合開発計画において「長期的な視点から本州、四国との広域的な圏域の形成を図るための交通体系について検討」と明記される。
- 1991年（平成3年） - 関門海峡道路整備促進期成同盟会設立[7]。
- 1994年（平成6年）12月 - 下関福岡連絡道路が地域高規格道路の候補路線に指定。
- 2001年（平成13年）7月 - 国土交通省が関門海峡のボーリング調査を実施。
- 2014年（平成26年）8月 - 関門海峡道路整備促進期成同盟会が下関北九州道路整備促進期成同盟会へ名称変更[8]。
- 2017年（平成29年） - 国が調査費を予算化し、地元自治体による調査を再開[4]。
- 2020年（令和2年）
  - 7月15日 - 国土交通省社会資本整備審議会道路分科会中国・九州地方合同小委員会において海峡部を吊橋とする案が承認される[6][注釈 1]
  - 12月17日 - 国土交通省社会資本整備審議会道路分科会中国・九州地方合同小委員会において彦島（下関市） - 日明（北九州市小倉北区）間を橋梁で繋ぐルート案が承認される[9][5]
- 2021年（令和3年）3月30日 - 国土交通省、2021年度から環境影響評価と都市計画決定に向けた調査をはじめると発表[10]
- 2024年（令和6年）5月10日 - ルート(素案)がまとまったため都市計画の参考となる図面の報道を国土交通省・山口県・下関市・北九州市が同時に発表した[11][12]。

## インターチェンジなど
- IC番号欄の背景色が■である部分については道路が供用済みの区間を示している。また、施設名欄の背景色が■である部分は施設が供用されていない、または完成していないことを示す。名称は全て仮称。

| IC 番号                                 | 施設名                                  | 接続路線名                              | 起点 から （km）                        | 備考                                    | 所在地                                  |
| 彦島道路（山口県道252号福浦港金比羅線） | 彦島道路（山口県道252号福浦港金比羅線） | 彦島道路（山口県道252号福浦港金比羅線） | 彦島道路（山口県道252号福浦港金比羅線） | 彦島道路（山口県道252号福浦港金比羅線） | 彦島道路（山口県道252号福浦港金比羅線） |
| --------------------------------------- | --------------------------------------- | --------------------------------------- | --------------------------------------- | --------------------------------------- | --------------------------------------- |
|                                         | （仮称）迫町IC                          | 下関市道本村西山線                      | 0.0                                     | 彦島道路方面のみ出入口                  | 山口県下関市                            |
|                                         | （仮称）南風泊港IC                      | 山口県道250号南風泊港線                 |                                         | 西港町JCT方面のみ出入口                 | 山口県下関市                            |
|                                         | （仮称）西港町IC                        | 北九州市道西港町1号線                   |                                         | 彦島道路方面のみ出入口                  | 福岡県北九州市小倉北区                  |
|                                         | （仮称）西港町JCT                       | 北九州高速2号線                         | 約8                                     |                                         | 福岡県北九州市小倉北区                  |

（この節の出典）

## 塚田国土交通副大臣の「忖度」発言
2019年4月1日、北九州市内で行われた福岡県知事選挙の応援集会の席上、当時国土交通副大臣を務めていた塚田一郎が以前参議院議員幹事長（当時）の吉田博美と面会した際、「これは（安倍晋三）総理と（麻生太郎）副総理の地元の事業だよ」と言われたことを明かした上で、「私は物分かりがいい。すぐ忖度する。分かりましたと応じた」と述べ、安倍・麻生両名の地元への利益誘導を仄めかすような発言を行った（後に発言を撤回）。
国土交通省が調査費を予算化したのは2017年であり、2018年に副大臣に就任した塚田の発言には地元も大いに困惑、下関市長の前田晋太郎は「執行権の一部を持つ副大臣が誤解をあおる発言をすることは言語道断」「地元としては、大変な迷惑」と非難した。毎日新聞は2019年4月4日付けの社説において下関北九州道路を「安倍・麻生道路」と揶揄した上で、塚田の発言を強く批判。塚田はこの発言が元で国土交通副大臣を更迭されたが、毎日新聞は参議院議員の大家敏志も同様の発言を行っていたと報じている。